# كوميديا ارتجالية
الكوميديا الارتجالية أو كوميديا الوقوف (بالأنجليزية: Stand-up Comedy؛) هي نوع من أنواع الكوميديا، حيث يؤدي الفنان الكوميدي مباشرة أمام جمهور حيّ وهو يلقي النكت ويتحدث عن مواضيع أخرى بصورة ساخرة ومضحكة، وعادة مايتفاعل المؤدي مع جمهوره ويشركهم في أداءه. يؤدي الكوميديون هذا النوع من العروض في النوادي الكوميدية، النوادي الليلية، الجامعات والمسارح. وتتوفر العروض الكوميدية كعروض تلفزيونية، أقراص مدمجة (DVD وCD) وعلى الإنترنت. يُطلق على مؤدي الستاند أب كوميدي تسمية: كوميديان أو ستاند أب كوميديان.

## لمحة عامة
في الستاند أب كوميدي يكون رد فعل الجمهور سريع ومباشر، ومهم جداً بالنسبة للمؤدي إذ يتوقع الجمهور من المؤدي أن يُلقي نكات وقصص مضحكة واحدة تلو الآخرى، حيث قال الكوميدي ويل فيرل بأن أداء الستاند أب غالباً مايكون «صعب، وحيد ووحشي».

### في العالم العربي
في الآونة الأخيرة لاقت العروض الكوميدية رواجا كبيرة في المنطقة ما أدى لصعود الكثير من الكوميدين العرب من عدة دول عربية مثل: نمر أبو نصار، ميسون زايد، عامر زهر، ونهو تشانغ، نيكولاس خوري، فهد البتيري، عمر رمزي، عماد فراجين.

### في الولايات المتحدة
أبرز كوميدي الستاند أب في الولايات المتحدة:
- ديف شبيل
- بيل كوسبي
- إيدي ميرفي
- جيم كاري
- جيمي كيميل
- كريس روك
- جاي لينو
- ناتاشا ليجيرو
- مايكل تشاي
- ديفيد كروس
- بوب أودينكيرك
- مايك بيربيغليا
- جون مولايني
- ميتش هيدبيرغ
- جو روغان
- مارك مارون
- لوي سي كاي
- ويتني كمنغز
- عزيز أنصاري
- دين كوك